# Kitrino Galazio
Kitrino Galazio är den cypriotiska artisten Anna Vissis andra album som kom ut år 1979.
Annas andra album i lugn tidsenlig schlagerpop. Ett mönster som dock bryts med låten "Aftos Pou Perimeno" som är i mitten på skivan. Sen 70-talsdisco, komplett med synth och discobeat. Mycket stor hit på sin tid.

## Låtlista
1. Kitrino Galazio Kai Menexedi
2. Tote Tha Fygo
3. Ti Ta Theleis Loipon
4. Kai Si Milas
5. Mi Stenaxoriesai Kai Exei O Theos
6. Vres Ton Tropo
7. Aftos Pou Perimeno
8. M'agapas
9. Diskolos Kairos
10. Agapi Mou
11. An Toulaxiston
12. To Etos Tou Paidiou